# Hidalgo del Parral
Hidalgo del Parral, o más conocido como Parral, es una ciudad de México, ubicada en el sur del estado de Chihuahua, cabecera del municipio del mismo nombre. Fue nombrada Pueblo Mágico en 2023. 

## Historia
San José del Parral fue en tiempos un centro minero muy activo y en los últimos años compañías mineras canadienses y chinas se han interesado por reanudar actividades en la zona. En 1567, fueron establecidas las minas de plata de Santa Bárbara, en territorio de los indios conchos.
En la época colonial la región de Parral tuvo un gran desarrollo como centro minero, agrícola y ganadero.
La historia de su fundación menciona que el alférez real Juan Rangel de Biezma encontró plata en el cerro de La Prieta. Las leyendas locales cuentan que las vetas de plata de la mina que ahí se construyó eran tan abundantes, que parecía como si brotasen espontáneamente del subsuelo. La mina por la cual se fundó la ciudad lleva el nombre «La Prieta». La mina en realidad se llama La Negrita, porque la plata, cuando se extrae, naturalmente es negra. Este nombre, según las historias, se debe a que el fundador Juan Rangel de Biezma encontró, en el cerro donde estaba la mina, una joven india morena muy hermosa de la cual quedó enamorado y en honor a ella bautizó al cerro y a la mina.
En 1631 se hizo un nuevo descubrimiento de plata en el sur de Chihuahua. En el siglo XVII se le denomina como la capital del mundo de la plata de ahí lugareños le cambiaron el nombre a "Capital del Mundo" por el auge económico que tuvo en el siglo XVIII y XIX.
El nuevo descubrimiento llevó a que un gran número de españoles y trabajadores indios llegaran a la zona tarahumara al norte de Santa Bárbara. De acuerdo con el profesor Spicer, esto condujo a "esclavizar indios no cristianos... la llegada de nueva gente y el resultante desarrollo de la sociedad española sin dudas dio lugar a incrementar la presión sobre los habitantes nativos de la región. La extensa área del sur de Chihuahua, habitada por indios conchos, incluía el corredor minero de la región, incluido el camino de los distritos mineros de Parral, Cusihuiriáchic y Chihuahua.
Aproximadamente en los años treinta del siglo XX la mina La Prieta estaba a cargo de la American Smelting and Refining Company.(ASARCO), compañía estadounidense a la que se le concesionó la extracción de plata y otros minerales. Por tal motivo la administración, extracción y ganancias mayores eran para esta compañía de tal manera que gran parte del personal era extranjero. Al finalizar el auge minero de la plata, Parral fue casi completamente abandonado en el año de 1930, (aunque los distritos de los alrededores continúan la minería y la extracción de plata y boteos minerales). Hoy en día Parral es una pequeña ciudad dedicada al comercio. El mineral que se extraía era enviado a los EE. UU. para su procesamiento final a la Compañía Asarco de donde era vendido tanto a México como a EE. UU. y otros países.
En 1940 Eliseo Parral Ramírez (fundador de una provincia en Oaxaca) tomó como primer apellido el nombre de esta ciudad ya que procedían parte de sus ancestros. Actualmente, Parral es una de las ciudades medias del estado de Chihuahua y constituye un importante centro regional para el comercio entre las regiones sur de Chihuahua y norte de Durango. Urbanísticamente, el desarrollo de la ciudad se ha visto detenido por la falta de agua potable y por su compleja geografía física; su intrincada red de callejuelas y callejones son rasgos distintivos de la ciudad y son estos rasgos los que le hacen preservar aún su aire colonial.

## Origen del nombre

### Denominación correcta
El nombre colonial de esta población es Real de Minas de San José del Parral.
La denominación oficial de la ciudad es Hidalgo del Parral (Hidalgo en honor a Miguel Hidalgo y Costilla, y Parral es un conjunto de parras sostenidas con armazón de madera u otro artificio). También se dice que el padre del fundador de esta ciudad, Juan Rangel de Biesma nació en la ciudad llamada Parral, en España, por lo cual él, en honor a su padre, le dio el mismo nombre que su ciudad natal y también que en la zona existían muchas parras silvestres.

## Clima
Parral Posee un clima estepario (BSk en la clasificación Köppen), típico del norte de México, con temperaturas extremosas; registra una temperatura máxima histórica de 41 °C (21 de junio de 2023) y una mínima histórica de -22 °C (20 de febrero de 1998). La precipitación pluvial media anual es de 480.0 milímetros con un promedio de 70 días de lluvia y una humedad relativa de 40%. Los vientos dominantes provienen del suroeste. Las nevadas son relativamente poco frecuentes cada año.
Las estaciones están bien definidas, ya que en la temporada calurosa (de mayo a septiembre) las temperaturas máximas promedio van desde los 28 °C (en agosto) a los 32 °C (en junio), mientras que las temperaturas mínimas promedio en estos meses van desde los 13 °C (en mayo) a los 16 °C (en junio y julio); esta es además la temporada lluviosa, presentándose en promedio en este periodo 430 milímetros de precipitación de los 490 milímetros que normalmente se presentan en un año (un 87% aproximadamente). En la temporada fría (de noviembre a marzo) las temperaturas máximas promedio van desde los 18 °C (en enero) hasta los 24 °C (en marzo), mientras que las temperaturas mínimas promedio van desde 1 °C (en enero) hasta los 6 °C (en marzo), dándose heladas en estos meses (especialmente en diciembre, enero y febrero); siendo esta también la temporada seca, y pudiéndose llegar a dar un día de nieve (aunque se pueden llegar a dar dos o más si el año es lo suficientemente húmedo, pero los días con nieve se dan cada 2 o 3 años normalmente).
| Parámetros climáticos promedio de Hidalgo del Parral | Parámetros climáticos promedio de Hidalgo del Parral | Parámetros climáticos promedio de Hidalgo del Parral | Parámetros climáticos promedio de Hidalgo del Parral | Parámetros climáticos promedio de Hidalgo del Parral | Parámetros climáticos promedio de Hidalgo del Parral | Parámetros climáticos promedio de Hidalgo del Parral | Parámetros climáticos promedio de Hidalgo del Parral | Parámetros climáticos promedio de Hidalgo del Parral | Parámetros climáticos promedio de Hidalgo del Parral | Parámetros climáticos promedio de Hidalgo del Parral | Parámetros climáticos promedio de Hidalgo del Parral | Parámetros climáticos promedio de Hidalgo del Parral | Parámetros climáticos promedio de Hidalgo del Parral |
| Mes                                                  | Ene.                                                 | Feb.                                                 | Mar.                                                 | Abr.                                                 | May.                                                 | Jun.                                                 | Jul.                                                 | Ago.                                                 | Sep.                                                 | Oct.                                                 | Nov.                                                 | Dic.                                                 | Anual                                                |
| ---------------------------------------------------- | ---------------------------------------------------- | ---------------------------------------------------- | ---------------------------------------------------- | ---------------------------------------------------- | ---------------------------------------------------- | ---------------------------------------------------- | ---------------------------------------------------- | ---------------------------------------------------- | ---------------------------------------------------- | ---------------------------------------------------- | ---------------------------------------------------- | ---------------------------------------------------- | ---------------------------------------------------- |
| Temp. máx. abs. (°C)                                 | 28                                                   | 34                                                   | 34                                                   | 36                                                   | 39                                                   | 41                                                   | 38                                                   | 40                                                   | 40                                                   | 32                                                   | 31                                                   | 30                                                   | 41                                                   |
| Temp. máx. media (°C)                                | 18.6                                                 | 20.7                                                 | 24.5                                                 | 27.5                                                 | 31                                                   | 32.5                                                 | 30.1                                                 | 28.5                                                 | 27.4                                                 | 26                                                   | 22.3                                                 | 19.1                                                 | 25                                                   |
| Temp. media (°C)                                     | 9                                                    | 10                                                   | 13                                                   | 17                                                   | 20                                                   | 22                                                   | 24                                                   | 23                                                   | 18                                                   | 15                                                   | 13                                                   | 9                                                    | 16.1                                                 |
| Temp. mín. media (°C)                                | 1.7                                                  | 3                                                    | 6.2                                                  | 9.5                                                  | 13.7                                                 | 16.6                                                 | 16.4                                                 | 15.4                                                 | 14.2                                                 | 9.8                                                  | 4.8                                                  | 2                                                    | 9                                                    |
| Temp. mín. abs. (°C)                                 | -15                                                  | -22                                                  | -16                                                  | -2                                                   | 4.2                                                  | 9                                                    | 7                                                    | 7                                                    | 2                                                    | -4                                                   | -8                                                   | -10                                                  | -22                                                  |
| Precipitación total (mm)                             | 8                                                    | 5                                                    | 1                                                    | 8                                                    | 17                                                   | 60                                                   | 133                                                  | 118                                                  | 102                                                  | 21                                                   | 11                                                   | 6                                                    | 490                                                  |
| Fuente: 13 de febrero de 2008                        |                                                      |                                                      |                                                      |                                                      |                                                      |                                                      |                                                      |                                                      |                                                      |                                                      |                                                      |                                                      |                                                      |

Extensión
Tiene una superficie de 1,750 kilómetros cuadrados, que representa el 0.70% de la extensión territorial del Estado.
Orografía
Su territorio es accidentado, presentando extensiones planas, con las características de la mesa central y lomeríos continuos y pequeños cerros de poca importancia, entre los que se encuentran los de “San Patricio”, “Veta Grande”, ”La Muela”, “El Potrero”, “Las Borregas” y “Boca Grande” y algunos cerros aislados como el de “La Cruz”, “La Iguana”, “El Sombrero” y otros más, pero el de mayor importancia es el de “Antena”.
Hidrografía
Pertenece a la vertiente oriental. El Río Parral nace en la Sierra del Astillero, se enfila al noroeste pasando a los municipios de Allende y Camargo, uniéndose en este al Río Florido. El Río Parral es un cauce que la mayoría del tiempo no tiene agua, sus aguas no se pueden aprovechar para la agricultura.
el municipio cuenta con muy poca disponibilidad de agua de acuíferos y con la que se cuenta está contaminada por plomo, zinc entre otros metales.
Principales ecosistemas
Su vegetación está constituida por pastizales, matorrales, aile, abeto, chaman, ciprés, diferentes encinos, táscate, pináceas y árboles de escaso tamaño.

## Flora y fauna
Esta consta de paloma güilota y alas blancas, conejo, liebre, venado, gato montés y coyote.
Recursos naturales
Existe la minería, sus minerales principales son: plata, plomo, cobre y zinc.

## Características y uso del suelo
En su parte occidental, predominan los kastañozems lúvicos, con textura media en pendientes de nivel o cerril, con asociación de litosoles, sin inclusiones y en su base lítica. 
El uso predominante del suelo es ganadero, agrícola y minero. En la tenencia de la tierra predominan el régimen de propiedad privada con 155,034 hectáreas equivalentes a 73.64%. El régimen ejidal está constituido con 5,517 hectáreas que representan el 2,63%; a usos urbanos corresponden 2,825 que significan el 1.35% del suelo total.

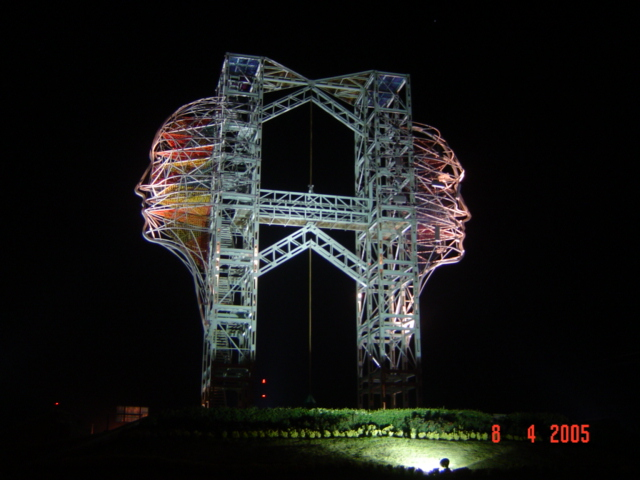
Puerta del Tiempo. Monumento que conmemora la transición del segundo al tercer milenio y del al. Visiones del futuro y el pasado. Conformado por 2 castillos mineros, que confirman las raíces metalogenéticas, ostenta 2 rostros humanos: una viendo el pasado y el otro al futuro.

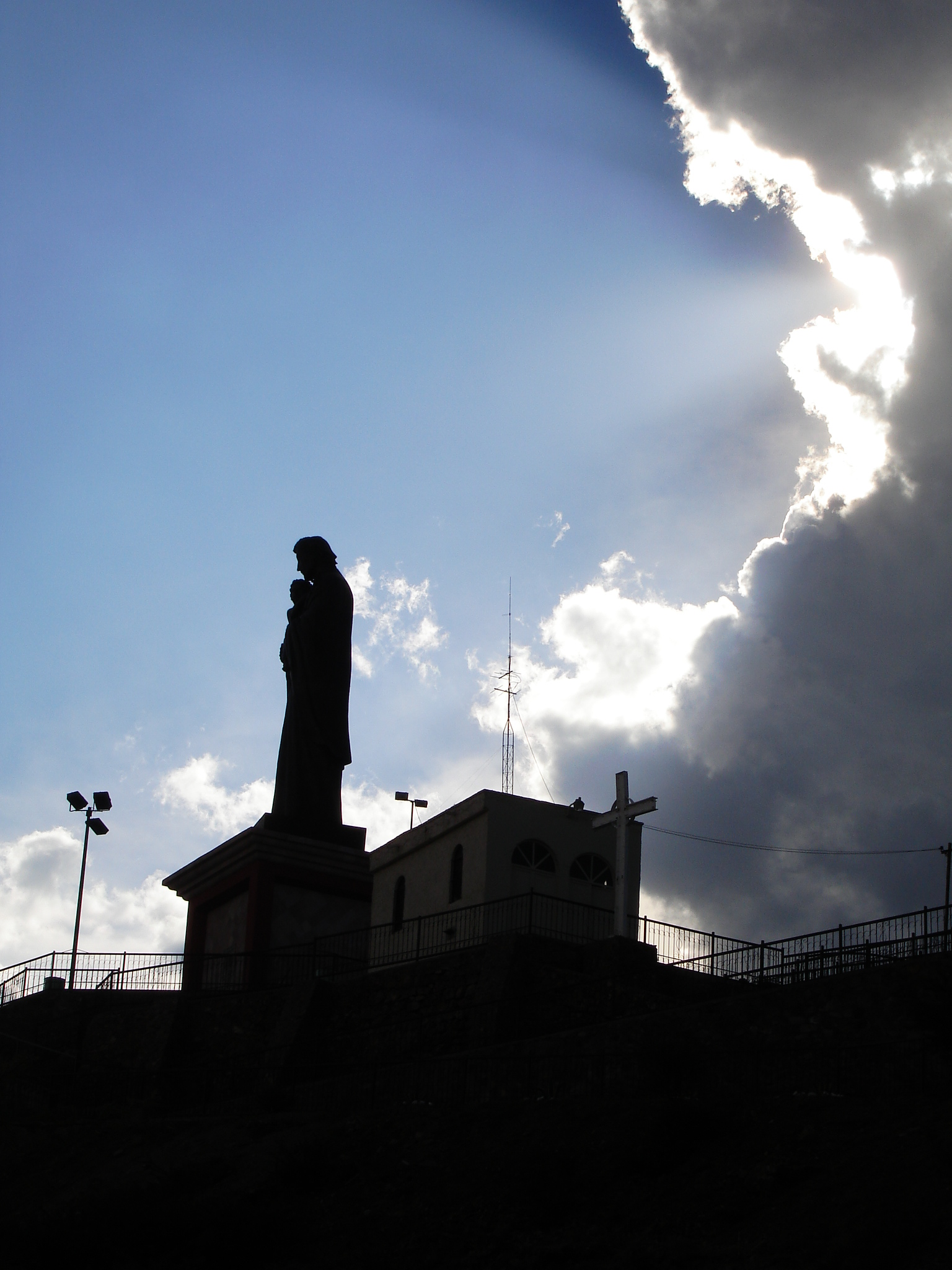
San José y mina La Prieta

## Sumario histórico

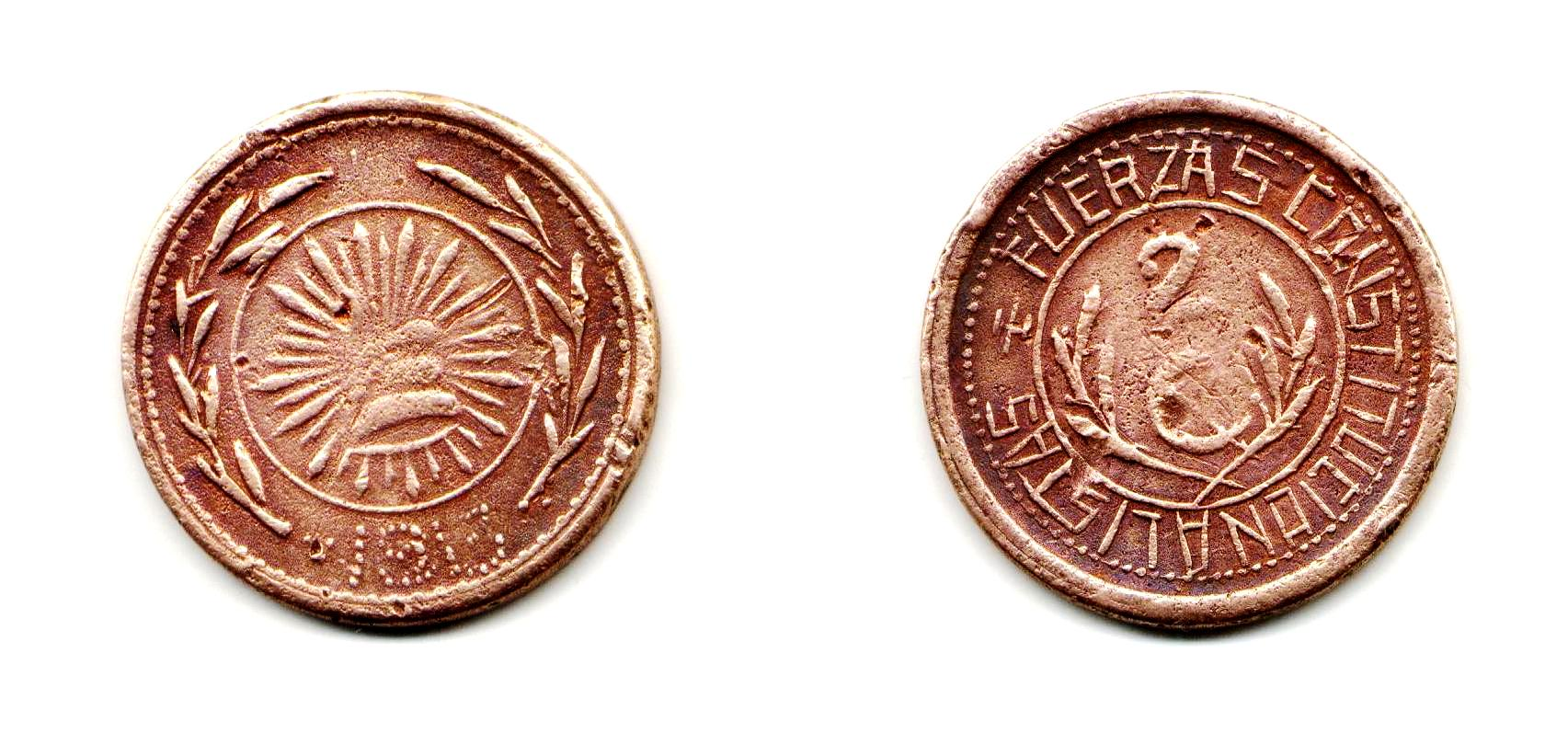
Moneda acuñada por las tropas villistas en Hidalgo del Parral en 1913 durante la Revolución mexicana.

La llegada de los españoles al actual territorio del estado fue por esta región, la cual perteneció a la provincia de Santa Bárbara.
- 1629 Se constituyó una Alcaldía Mayor, al descubrirse las minas de San José del Parral, que atrajeron por su bonanza gran cantidad de españoles y gentes de su servicio, además de constituir una magnífica base para la organización de expediciones religiosas y armadas, por el territorio de la colonia.[11]
- 1629 o 1630 Juan Rangel de Viezma descubrió unos ricos filones o vetas de mineral de plata, al hacer la denuncia ante las autoridades, le puso el nombre de «La Negrita», esto fue el inicio del Real de Minas de San José de Parral.(7). Atrayendo a muchos mineros, soldados, granjeros y comerciantes, convirtiéndose de esta manera en la población más importante del norte de la Nueva España.[11]
- 1640 Sede del Gobierno de la Nueva Vizcaya[11]
- 1686. Se funda el primer colegio en el actual estado de Chihuahua denominado “Nuestra Señora del Rosario”.[11]

Los gobernadores de la Nueva Vizcaya establecieron aquí la sede de su gobierno en el período de 1640 a 1731, lo que fue clave para la conquista de Sonora.
- 1731 Deja de ser capital de la Nueva Vizcaya[11]
- 1820 De acuerdo con la constitución de Cádiz, obtuvo la categoría de municipio.[11]
- 1823. El censo levantado en agosto registró como ayuntamiento a Parral (cabecera de partido).[11]
- 1823. El 1 de octubre, sesionó el ayuntamiento local para solicitar su integración al estado de Durango, esto fue antes de la creación del estado de Chihuahua.[11]
- 1825. Recibe el título de Villa.[11]
- 1826. Recibió el nombre de Villa de San José del Parral, mismo que el congreso del estado cambió por su denominación actual en honor al caudillo insurgente Don Miguel Hidalgo y Costilla.[11]
- 1833. El 20 de agosto, el congreso le da categoría de ciudad nombrándola Hidalgo.[11]
- 1833. Se le dio el nombre de Hidalgo del Parral en honor del Cura de Dolores, Don Miguel Hidalgo y Costilla.[11]
- 1837. El 16 de febrero, Hidalgo es distrito del departamento de Chihuahua y cambia el nombre de su cabecera municipal.[11]
- 1839. El 2 de mayo, Hidalgo es distrito del departamento de Chihuahua.[11]
- 1844. El 21 de noviembre, Hidalgo es distrito, partido y cabecera de la municipalidad Hidalgo del Parral.[11]
- 1847. Se convierte en sede de los poderes del estado.[11]
- 1847. El 8 de noviembre, Hidalgo es cantón del estado y su cabecera es la ciudad de su nombre.[11]
- 1855. El 17 de marzo, Hidalgo es cabecera del distrito Hidalgo.[11]
- 1859. El 22 de febrero, Hidalgo o El Parral es cabecera del distrito y cantón del mismo nombre.[11]
- 1864. Del 2 al 5 de octubre, se convierte en capital del país, con la presencia del presidente Juárez en la localidad.[11]
- 1887. El 18 de octubre, se suprime el cantón, quedando como cabecera del distrito Hidalgo y de la municipalidad de Hidalgo del Parral.[11]
- 1907 Nace el licenciado Antonio Ortiz Mena futuro secretario de Hacienda de México.
- 1912. El 24 de marzo, Francisco Villa toma la plaza.[11]
- 1923. El 20 de julio, muere asesinado el general Francisco Villa en Hidalgo del Parral.[11]
- 1929. En los primeros días de marzo de se da el levantamiento militar encabezado por el general Gonzalo Escobar, los rebeldes extrajeron los fondos del Banco de México, de otros bancos privados así como de algunos particulares, para contar con recursos para su causa, controlaron la ciudad unos días y luego huyeron a la ciudad de Chihuahua para sumarse a las tropas del Gobernador Marcelo Caraveo. Este movimiento se decidió a favor del Gobierno Federal en los combates de Jiménez en mayo de ese mismo año.
- 1944. El 8 de septiembre, ocurrió una de las inundaciones más desastrosas en Parral, donde falleció Jesús Valdez, llamado ‹El Cuadrado›, al salvar a niños y adultos, murió electrocutado.[11]
- 2008. El 30 de agosto se registra el peor aguacero desde 1944 dejando caer 150 mm de agua en menos de 3 horas, la ciudad sufre grandes inundaciones, destrozos, la corriente de los arroyos, principalmente el Arroyo del Alamillo y el Río Parral arrasan con viviendas, carros, puentes, las pérdidas son millonarias, el gobernador del estado acude personalmente a cuantificar el nivel de desastre.

## Deporte
La primera medalla olímpica de oro para México fue ganada por un insigne parralense en Londres, 1948. La gana el Capitán Humberto Mariles Cortés montado en el caballo ‹Arete›, en la selección escuestre. Mariles Cortés es además toda una institución en ese deporte con multitud de premios ganados en México y el extranjero.
Jesús Chávez (El Matador), campeón mundial de boxeo es oriundo de Hidalgo del Parral, Chihuahua. Con un récord de 43-6, 30 por KO, actualmente Misael (El Chino) Rodríguez ganó medalla de bronce en los Juegos Olímpicos Río 2016, y lleva 6-0-0, 3 por KO.
En la última edición de los Juegos Olímpicos celebrados en Tokio 2020, el fútbol profesional Adrián Mora consiguió, junto a la selección nacional olímpica, obtener la presea de bronce.
El deporte que más se practica es el béisbol, que fue traído desde Estados Unidos a finales del siglo XIX a la ciudad. Parral es la ciudad del estado que a lo largo de los años más campeonatos ha logrado conseguir, el último conseguido en Ciudad Juárez, Chihuahua contra el equipo de los Indios en el 2014. De Parral también han salido una gama de peloteros de calidad a lo largo de los años. En el 2002, se construye el "Gran Estadio Parral" el cual es la actual casa de los llamados Mineros o como coloquialmente se les describe "Picapiedra".
También se practican el basquetbol, fútbol y el judo.
El judo en Parral ha dado competidores de nivel olímpico entre los que destaca Vanessa Zambotti, ganadora de medalla de oro en los XIX Juegos Centroamericanos y del Caribe y de medalla de plata en la Copa Mundial de Judo 2008, es reconocido como semillero a nivel Panamericano, gracias al Sensei Andrés Martínez a cargo del Judokan Parral.
Existe un parque llamado «Unidad Deportiva La Huerta», que se integra por canchas de basquetbol, voleibol, campo de fútbol y juegos infantiles. 
Además una unidad deportiva llamada «CNOP» que cuenta con 2 campos de fútbol, 2 canchas de basquetbol, 1 ciclopista, pista de atletismo, área de juegos infantiles, un gimnasio y gradas de cemento.
Cuenta con 7 clubes deportivos: Club Campestre, Club Casa Blanca, Club Femenil Deportivo, Club Río de Janeiro, Club 40-60, Liga Comercial Bancaria, todos ellos cuentan con las instalaciones necesarias para práctica del deporte.
Cuenta con 5 estadios: 
- Estadio Municipal Valente Chacón Baca, con 100 butacas en sol, 100 en sombra y el resto graderías en cemento con capacidad total aproximada para 4.500 personas.
- Estadio Marcos D. Fowler con gradería de madera y capacidad para 1 mil 500 personas. (Gimnasio Auditorio Municipal).
- Gran Estadio Parral fue inaugurado en 2002 para cubrir la demanda de los aficionados al béisbol y re inaugurado en 2011, Tiene una capacidad de 5610 personas.
- Estadio Infantil Baseball, Col. Juárez, con graderío de cemento y capacidad para 1.000 personas.
- Estadio Olímpico inaugurado en 2014, capacidad de 2250 personas.

Existe un lienzo charro con capacidad para 6.000 personas.
Cuenta con un gimnasio municipal con graderío de madera.
Existen también instalaciones deportivas en las diferentes escuelas de la cabecera municipal y comunidades del municipio.

## Medios de comunicación y cultura
Existen en la cabecera municipal dos oficinas postales y reparto domiciliario de correspondencia, cubriendo aproximadamente el 97% de la población total del municipio. 
Existe una oficina de telégrafos en la cabecera municipal, su porcentaje de cobertura es del 97%. 
Cuenta con servicio de Teléfonos de México en la cabecera municipal y casetas de larga distancia en las principales localidades. 
Respecto a medios masivos de comunicación las estaciones de radio que se escuchan dentro del municipio es XEJS, XEAT, XEGD, STEREO 97 XESB, XEHB, todas las estaciones son de cobertura regional a excepción de STEREO 97 que es de cobertura local. Su audiencia abarca toda la población y localidades de la sierra. Los canales televisivos: Televisa, Televisión Azteca de la Ciudad de México, así como televisión local XHMH canal 13 y el extinto XHJMA-TV canal 13. Las revistas sociales que circulan cada mes son: Parral Magazine  y en Sociedad.
Los diarios que circulan son: El Sol de Parral y El Monitor, El Heraldo de Chihuahua y Parral Hoy del Diario de Chihuahua.
Entre las personas ilustres en el ámbito de la cultura nacidas en Hidalgo del Parral destaca el escritor y traductor Carlos Montemayor, autor de obras tales como Guerra en el paraíso, Minas del retorno (1982), Las llaves de Urgell (1971), Abril y otros poemas (1979), además de contar con una amplia producción de ensayistica. Destaca su obra póstuma Las armas del alba (sobre el asalto en 1965 al cuartel de Ciudad Madera. Fue galardonado con diversidad de premios destacando el premio Xavier Villaurrutia, por Las llaves de Urgell, en 1971.

## Relaciones internacionales

### Hermanamientos
- Santa Fe, Estados Unidos (1984)[12]
- Córdoba, México (2013)[13]
- Durango, México (2016)[14]
- San Juan del Río, México (2017)[15][16]
- San Elizario, Estados Unidos (2019)[17][18]
- Ciudad Juárez, México (2022)[19][20]
- Mazatlán, México (2022)[21][22][23]
- Ocampo, México (2022)[24]
- Allahabad, India
- Kanpur, India
- Zacatecas, México[25]
- Taxco, México[25]

### Convenios
- Morelia, México (2017)[26]
- Guadalajara, México (2018)[27]